# Hendrik Hollander

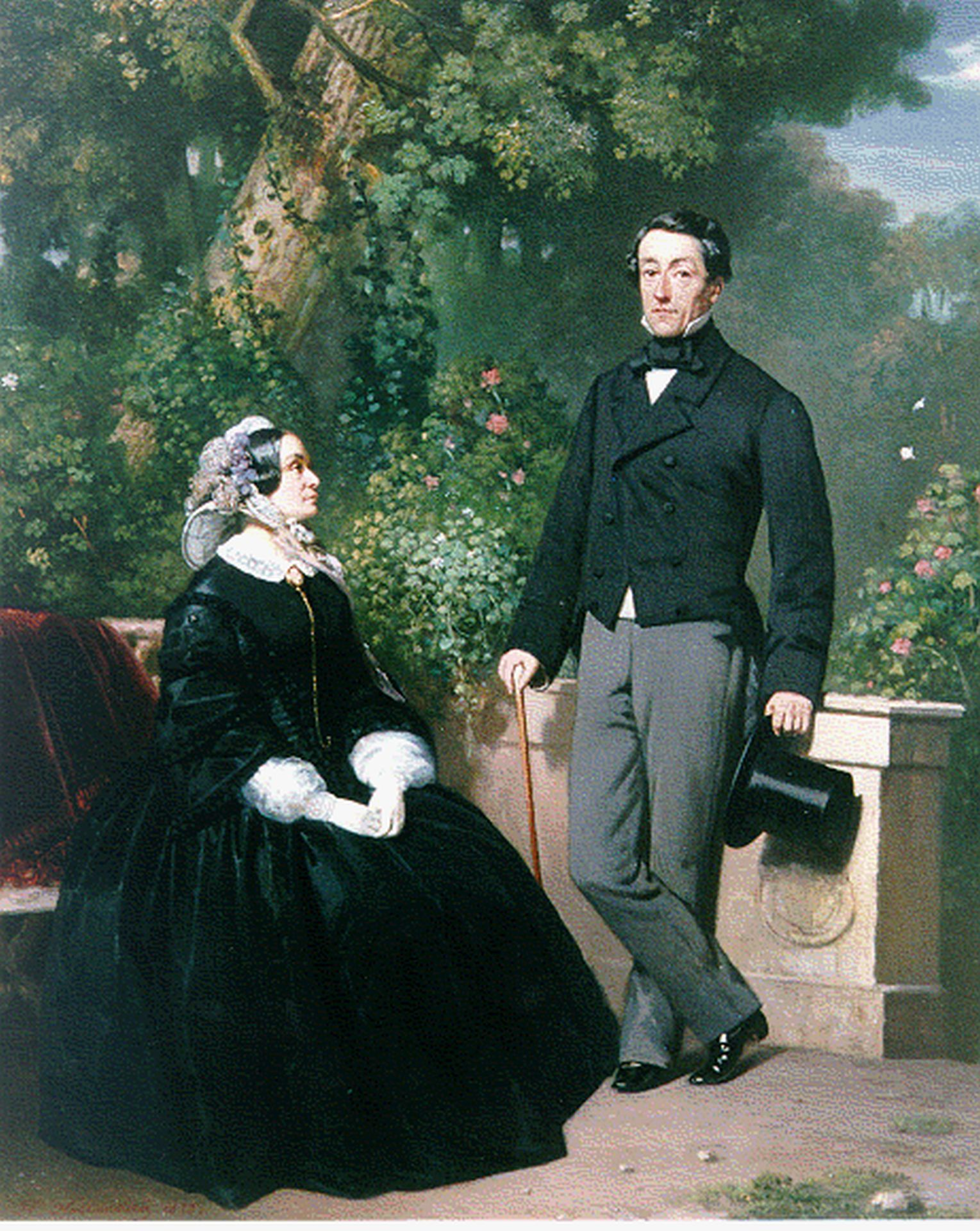
Elegantes Ehepaar im Park

Hendrik Hollander (* 7. August 1823 in Leeuwarden; † 1. Juni 1884 in Amsterdam) war ein niederländischer Genre- und Historienmaler sowie Lithograf.
Hollander studierte von 1844 bis 1849 an der Rijksakademie van beeldende kunsten in Amsterdam  sowie bei Nicolaas Pieneman und Johan Willem Pieneman. Er wohnte und arbeitete ab 1844 sein ganzes Leben lang in Amsterdam.
Hollander malte Genre- und Historienbilder. Er beschäftigte sich auch mit der Lithografie. 1850 wurde er Mitglied von „Arti et Amicitiae“ in Amsterdam. Ab 1855 war Hendrik Hollander Ehrenmitglied von „Natura Artis Magistra“.
Er nahm von 1847 bis 1884 an Ausstellungen in Amsterdam und Den Haag teil. 